# NGC 6617
NGC 6617 (również PGC 61613 lub UGC 11176) – galaktyka spiralna (Scd), znajdująca się w gwiazdozbiorze Smoka. Odkrył ją Lewis A. Swift 14 czerwca 1885 roku.